# Gafsa Sud
Gafsa Sud est une délégation tunisienne dépendant du gouvernorat de Gafsa.
En 2004, elle compte 90 742 habitants dont 45 648 hommes et 45 094 femmes répartis dans 9 604 ménages et 21 539 logements.